# Daboia maxima
 Daboia maxima  ist eine ausgestorbene Art der europäischen Vipern und wird in die Gattung Daboia eingeordnet. Eine sehr enge Verwandtschaft mit der Kettenviper (Daboia russelii) wird angenommen. Daboia maxima war die größte bekannte Echte Viper (Viperinae).
Wissenschaftlich beschrieben wurde sie nach einem Rückenwirbel sowie 19 weiteren an der Fundstelle in der Nähe von Layna in Kastilien-León gesammelten Wirbeln. Sie wurde bislang nur von dieser Fundstelle beschrieben.
Die Fossilfunde von Daboia maxima werden auf das mittlere Pliozän datiert. Die Art hat also bis vor etwa drei Millionen Jahren gelebt, wobei sie in ihrer Lebensweise und ihrem Aussehen wahrscheinlich der Kettenviper ähnlich war. Eine Verwandtschaft wurde über Gemeinsamkeiten im vorderen Bereich des beschriebenen Wirbels angenommen; beide Arten haben im Gegensatz zu anderen hohe Neuralbögen und kurze Hypapophysen.
Erstmals beschrieben wurde Daboia maxima durch Zbigniew Szyndlar 1988 als Vipera maxima, eine Umordnung in die Gattung Daboia erfolgte mit einer Revision der rezenten Vipern auf der Basis von biochemischen Merkmalen, bei der die Kettenviper als einzige rezente Art der Gattung Daboia zugeordnet wurde. Seitdem wurden der Gattung noch drei weitere Arten zugewiesen.